# Алтин-Емель (національний парк)
44°00′ пн. ш. 78°48′ сх. д. / 44° пн. ш. 78.8° сх. д.
Алтин-Емель (каз. Алтынемел саябағы) — національний парк Казахстану. Був створений в 1996 році. Парк займає площу близько 4600 км² між річкою Ілі та гірським хребтом Ак-Тау, неподалік від Капчагайського водосховища, і складається здебільшого з пустелі та скелястої місцевості

## Огляд
Національний парк Алтин-Емель розташований у долині річки Ілі, Казахстан. Охоплює різноманітні ландшафти, включаючи піщану пустелю та гори. Парк був заснований 10 квітня 1996 року з метою збереження природного паркового комплексу, а також археологічних та історичних пам'яток. Це найбільший заповідник в Казахстані та частина світової спадщини ЮНЕСКО.
Має склад з двох основних частин — рівнини, яка прилягає до правого берега річки Ілі, і гір — відрогів Джунгарського Алатау та перевалу Алтин-Емель. На рівнинах розташовані невеликі острівні гірські хребти. На території парку виявлені відкладення карбону (віком 300 млн років), які в основному представлені вулканітами, пермськими та карбоновими відкладеннями, найдавніші родовища — силурські. Гори парку в основному складаються з палеозойських порід віком 200—400 мільйонів років.
Розташований у парку Бесшатирський курган є історичною пам'яткою епохи Саків. Кургани датуються залізною добою (VII—VI ст. до Р. Х.), і були побудовані кочівниками центральноазійських степів. Серед предметів, знайдених у курганах, є позолочені атрибути, золоті прикраси та посуд, зброя та обладунки. Також тут знаходяться Петрогліфи Тайгак.
Ще однією визначною особливістю району є гори Актай. Гори Актай також називають «місячними горами» через їх особливий колір. Актау в перекладі з казахської означає «Білі гори». У перекладі з тюрських Алтин-Емель означає: «Алтин» — золото і «Емель» — сідло, перевал.

## Співаючий бархан
«Співаючий бархан» розташовано за 183 км від Алмати. Район називають Співаючим барханом через звук бурчання, що видається з піску. Співаючий бархан має завдовжки 1,5 км та заввишки 120 м. Бархан має форму напівмісяця. Коли вітер дме із заходу, розганяючи піски, це може звучати так, ніби грає на сопілці орган. Причина цього явища досі залишається загадкою, але вчені вважають, що в спекотну суху погоду пісок електризується через тертя і створює певну звукову вібрацію

## Клімат та екорегіон
Клімат Алтин-Емеля — вологий континентальний клімат з теплим літом (Класифікація кліматів Кеппена (Dfb)). Для цього клімату характерні великі сезонні різниці температур і тепле літо (принаймні чотири місяці в середньому понад 10° C, але жодного місяця в середньому не більше 22° C. парк знаходиться в екорегіоні Сухий степ передгір'їв Тянь-Шаню

## Флора і фауна
Парк створено за для збереження рідкісних та зникаючих видів рослин і тварин. Флора парку включає 1800 видів рослин, у тому числі 69 рідкісних видів. Крім того, 56 видів тварин у парку вважаються рідкісними, включаючи архарів, Equus hemionus hemionus та Gazella subgutturosa. Не враховуючи комах та риб, в Алтин-Емелі живе щонайменше 260 різних тварин. Є амфібії, що перебувають під загрозою зникнення, включаючи ропуху монгольську, а також рідкісні та зникаючі птахи, включаючи чорного лелеку та орла могильника. З 78 видів ссавців 11 занесено до Червоної книги Казахстану, включаючи кам'яну куницю, хохлатку, видру, манул, дикий віслюк, газель, архара, азійського кажана Barbastella leucomelas, бухарського оленя, рись, бурого ведмедя Тянь-Шаню, кулан і коні Пржевальського. Серед флори варто відзначити білий і чорний саксаул, невеликі гаї із залізного дерева та сіверських яблунь.

## Оаза Косбастау
Оаза Косбастау, має гаї дерев навколо теплого радонового джерела, розташовано на рівнині між горами Улькен-Калкан на заході та горами Катутау на сході. Поруч з єгерською межею росте пам'ятка природи — 700-річна верба. Точний вік дерева було визначено під час огляду стовбура дерева, товстих гілок та коріння. Верба була виявлена під час геологічних робіт в 1960 р. Пам'ятник входить до списку особливо охоронюваних природних територій зі статусом природоохоронної та наукової установи, під опікою адміністрації Національного парку Алтин-Емель.